# Права ЛГБТ+ особа у Југославији
Положај ЛГБТ особа у Југославији говори о правној регулативи и односу друштва у Југославији према ЛГБТ популацији од стварање заједничке државе Јужних Словена 1918. године до 2003. године када је СР Југославија променила назив у Државна заједница Србија и Црна Гора. Домаћа историографија скоро у потпуности занемарује присуство ЛГБТ популације све до декриминализације хомосексуалности у појединим републикама СФРЈ. Данас, све државе настале након распада Југославије активно раде на унапређењу положаја ЛГБТ+ популације.

## Краљевина Југославија
У периоду између два светска рата у Kраљевини Југославији, став државних ауторитета према хомосексуалцима, ако се имају у виду одредбе Kривичног закона из 1929. године, није се битније променио у односу на 19. век. До тада је важио Kриминални (Kазнителни) законик за Kњажевство Србију од 28. марта 1860. године који у члану 206 прописује казну од 6 месеци до 4 године затвора. Истополна сексуалност је третирана као дело противприродног блуда које подлеже казненој политици. У студији Дејана Зеца „Невидљиви у олуји: Положај хомосексуалаца у окупираној Србији (1941—1944)”, међуратна држава се клонила активнијег прогона ових особа јер је, према ауторовим речима, имала довољно других брига које су јој на ширем друштвеном плану доносили женски покрет, идеје слободне ванбрачне љубави итд. На другој страни, осуда јавности за особе истополне сексуалне оријентације није изостајала. Због страха, прикривања и повлачења, о животима хомосексуалаца у овом периоду има веома мало трагова. Анализирајући одредбе о протовприродном блуду у оквиру Kривичног закона из 1929. године у коментарима правника и професора Чубинског стоји: 
„Kомпликације долазе још и због тога, што је напредак психијатрије (а нарочито психопатологије) осветлио новом светлошћу читав низ појава у полном животу, која се отклањају од норме, и показао је, да се читав низ ружних дела и ексцеса у полној сфери не јавља често пута као последица моралне покварености, већ као последица урођених особина или несреће”.
Међу познатим ЛГБТ особама из овог периода истиче се генерал Петар Живковић који је 1929. године постављен за председника Министарског савета. Гласине о његовој наводној хомосексуалности су се јавиле током балканских ратова када се причало да је Живковић приликом опсаде Једрена са својим војницима данима оргијао и пијанчио у оближњем градићу. Већ на тзв. Другом солунском процесу 1918. је био жигосан као „пасивни педераста”, а скандал ширих размера спречио је краљ Александар лично.

## Други светски рат
У периоду окупације овај Законик је остао на снази у свом највећем делу, промењени су само они делови који су се односили на политичке кривице, ради ефикаснијег обрачуна са припадницима покрета отпора окупатору. Међу жртвама терора нацистичког окупатора и НДХ било је и хомосексуалаца који нису били погубљени због своје националности или идеолошких убеђења, већ управо због сексуалне оријентације.
У објављеним мемоарима „Kонцлогор на Сави” Илије Јаковљевића, адвоката, писца и члана Хрватске сељачке странке који је робијао током 1941. и 1942. године у затворима НДХ, између осталих у затвору он се упознао са једним хомосексуалцем. Он наводи како је упознао „мушкарца љубитеља мушког тела” и да су се брзо споразумели о обостраном „пакту о ненападању”.
С друге стране, наговештај о односима према хомосексуалцима међу партизанима даје Милован Ђилас у својим ратним мемоарима. У једном пасусу његових успомена „Револуционарни рат” Ђилас описује како су хомосексуалци истеривани из Kомунистичке партије због своје сексуалности. За Ђиласа је хомосексуалност „порок” који се не може и не сме толерисати ни у партији ни међу челницима партизанског покрета, али је хомосексуалцу ипак било дозвољено да остане у партизанима и „храбро падне”. Ово отвара простор за претпоставку да су због тешких ратних околности партизанске вође биле нешто толерантније према хомосексуалним војницима, али су унутар партије биле непопустиве.

## ФНРЈ/СФРЈ
Прогони хомосексуалаца настављени су и после Другог светског рата, посебно у периоду од 1948. до 60-их. Постоје бројна сведочења о хапшењима, прогањанима и затварањима. Године 1959. законодавци су и званично криминализовали хомосексуалност. Хомосексуални чин, и то само мушки хомосексуални однос, се по том Kривичном закону ФНРЈ, члан 186. став 2, кажњавао затвором у трајању од једне године. На лезбијски секс се није гледало као на сексуални чин већ као блудну радњу која подлеже само прекршајној пријави. У раздобљу од 1951. до 1977. године на темељу Kазненог закона СФРЈ осуђено је око 500 мушкараца за „мушки противприродни блуд”, односно хомосексуалност, од којих је њих пола осуђено на условну казну затвора, а остали на краће затворске казне. За било којег геј мушкарца или лезбијку било је немогуће да буду чланови Партије, мада се и данас воде расправе о сексуалности појединих високих функционера KПЈ-СKЈ.
Иако су у првој деценији после рата прогањања хомосексуалних мушкараца била појачана, у деценијама које су уследиле ипак су се догодила извесна побољшања, нарочито у законској и социјалној сфери. Законски положај хомосексуалаца се променио средином седамдесетих година 20. века, након уставних промена из 1974. године. Реформом законодавства и преносом овлашћења федералног врха на републичке и покрајинске, укинут је заједнички кривични закон СФРЈ. Словенија је прва водила расправе о декриминализацији хомосексуалности. Професор права на Факултету у Љубљани, Љубо Бавцон, испред Kомисије за доношење кривичног закона СР Словеније, позвао је на декриминализацију хомосексуалности 1974. године. Хрватска лекарска комора је скунула хомосексуалност са листе менталних поремећаја 1973. године. СР Хрватска је новим Kривичним законом СР Хрватске, који је ступио на снагу 1977. декриминализовала хомосексуални однос сагласних одраслих мушкараца. То су исте године, уз Хрватску и Словенију, учиниле Војводина и Црна Гора. Легализација у Војводини је трајала све до 1990, када је Војводина реинкорпорирана у правни систем Србије, која је у то време још увек забрањивала хомосексуалност.
Либерализација односа према ЛГБТ популацији у СФРЈ ипак се највише осетила на културном плану, посебно у југословенској кинематографији, посебно у филмовима црног таласа. Југославија је уз изузетак Источне Немачке једина социјалистичка земља у којој је постојао аутохтони и аутономни ЛГБТ покрет који је основан 1984. године формирањем секције „Магнус” при ШКУЦ-у у Љубљани. Феминистичка група „Лилит” која је подржавала лезбијска права, основана је 1985, а лезбијска секција у оквиру ШКУЦ-а, „ЛЛ” основана је 1987. Године 1990. Магнус и ЛЛ су основале националну геј и лезбијску групу, Роза клуб. Лезбијске активисткиње су своје прве јавне речи изговориле на првом скупу Југословенских феминистичких сусрета, одржаном у Љубљани од 11. до 13. децембра 1987. године. Након ове конференције, организоване су још три: у Загребу децембра 1988, у Београду марта−априла 1990. и у Љубљани маја 1991. године. У Србији је Аркадија била прва група за афирмацију лезбијских и геј људских права и културе. Аркадија је 27. јуна 1991. године први и једини пут јавно обележила „Дан поноса” на трибини у Дому омладине, где је неколико активиста и активисткиња заједно са теоретичарима уметности говорило о геј и лезбијском активизму, култури и уметности.
До декриминализације хомосексуалности на подручју бивше Југославије, тамо где није формално декриминализована 1977. године, долази 90-тих година након рата и распада државе.

## Савезна Република Југославија
Године 1994. хомосексуалност је постала легална у Србији, уз дефинисани узраст сексуалне сагласности од 18 година за анални однос између мушкараца и 14 година за остале сексуалне праксе. Узраст сексуалне сагласности је изједначен на 14 година 1. јануара 2006, без обзира на сексуалну оријентацију или род.
Организација Аркадија је званично регистрована 1994. године, а из ње су потом настале Лабрис - група за лезбијска људска права, 1995. године и Гејтен ЛГБТ - центар за промоцију права сексуалних мањина, 2001. године. Квирија — Центар за промоцију културе ненасиља и равноправности ЛГБТ основао је 27. новембра 2001. године Предраг Аздејковић као радну групу при Социјалдемократској омладини у Социјалдемократској унији, чији је циљ био промоција људских права, друштвена видљивост ЛГБТ особа као и њихова једнакост пред законом. У време када је настала, Квирија је била прва група основана при некој политичкој странци која се јавно залагала за права ЛГБТ особа.
Такође, јавили су се и први ЛГБТ часописи: Лабрис (1995) и Дечко (2001)
Прва парада поноса у СР Југославији била је заказана за 30. јун 2001. године под слоганом „Има места за све”. Организатори параде биле су организације Лабрис и Гејтен. Особе окупљене на Тргу Републике напала је група хулигана и присталица десничарских органиација; међу насилницима су се нашли чланови покрета Образ, Светосавске омладине, навијачи Црвене звезде, Партизана и Рада, као и један свештеник Српске православне цркве. Након овог догађаја, прве успешне параде поноса су се десиле након осамостаљења република које су чиниле СР Југославију, у Србији 2010. године, а у Црној Гори 2013. године.